# Србљаши
Србљаши (грч. Σερβλιας), су били византинска племићка породица српског поријекла активна између XI и XIII вијека, у византијској служби централне и покрајинске власти. Дио породице се односио на Шпанопуље из 1090.их година.
Етимологија имена произилази из њиховог српског поријекла, али постоје подјељена мишљења да ли су они дошли из тадашње Србије или су поријеклом из утврђеног града Србице, иначе насељеног Србима.

## Представници
Познати из византијских извора:
- Петар Србљаш (око 1025–50).[2]
- Михајло Србљаш (око 1029) — протоспатар Хрисотриклиноса и заштитник (критес) Солуна; или критес Болерона, Стримона и Солуна.[5]
- Стефан Србљаш (1040/70) — протоспатар и порески званичник (комеркиариос) Лангобардије, вјероватно као мистикос.[6]
- Леон Србљаш (1040/80) — магистар официр[7] Константина IX Мономаха изасланик у Иберији.[8]
- Петар II Србљаш (око 1050–1075) — магистар официр.[9]
- Никола Србљаш (1060–1062) — заштитник Хиподром Ковертоса, те велон (1060),[10] кенсор и мегас куратор Тарсоса и Селеукије (1060-62),[10][11] ипат и заштитник Хиподрома, те велон Болерона, Стримона и Солуна (август 1062).[12][1]
- Јован Србљаш [13]
- Јован II Србљаш [14]
- Михајло Србљаш — (од 1066– до почетка XII вијека), без титуле.[15]
- Антима Србљаш — критес.[16]
- Нићифор Србљаш — (око 1100–1166), критес.[17]
- Јован III Србљаш [18]
- Нићифор II Србљаш — (1140), мистикос, вјероватно и критес.[19]
- (непознати) Србљаш — [20]
- Василије Србљаш — (1143–80), без титуле. Близак рођак Јовану.[20]
- Јован IV Србљаш — (1143–80), без титуле.[21]
- Нићифор III Србљаш — (друга половина XII вијека), без титуле.[21]
- Ђорђе Србљаш — [22]